# KM 몰타 항공
KM 몰타 항공(영어: Eurowings Europe)은 몰타의 항공사다. 이 항공사는 2024년 3월 31일에 전신인 에어 몰타를 대체했으며 몰타 국제공항의 거점으로 유럽 전역으로 운항한다.